# Établissement public de santé mentale de la Somme
 (avril 2024).
Si vous disposez d'ouvrages ou d'articles de référence ou si vous connaissez des sites web de qualité traitant du thème abordé ici, merci de compléter l'article en donnant les références utiles à sa vérifiabilité et en les liant à la section « Notes et références ».
L'Établissement public de santé mentale de la Somme est un établissement public de santé mentale situé à Dury, dans la Somme. 

## Dénomination
Cet établissement était autrefois nommé « asile d'aliénés de Dury » puis prend le nom de Philippe-Pinel en 1962.

## Histoire
L'édifice est construit de 1886 à 1891.